# Pers (Cantal)
Pers – miejscowość i dawna gmina we Francji, w regionie Owernia-Rodan-Alpy, w departamencie Cantal. W dniu 1 stycznia 2016 roku z połączenia dwóch ówczesnych gmin – Pers oraz Le Rouget – utworzono nową gminę Le Rouget-Pers. W 2013 roku populacja Pers wynosiła 308 mieszkańców. 